# Sankta Katarina kyrka, Sankt Petersburg

Sankta Katarina kyrka (ryska: Шведская церковь Святой Екатерины) i Sankt Petersburg är en svenskspråkig luthersk församling grundad 1632 i dåvarande Nyen. Den är därmed den äldsta kristna församlingen i S:t Petersburg. Under staden S:t Petersburgs uppbyggnad hölls församlingens verksamhet vid liv av svenska krigsfångar som tillfångatagits vid slaget vid Poltava. Nio av tio medlemmar kom från den svensktalande befolkningen i nuvarande Finland och hade en nära relation till Finland t.ex. var den finländska ministersekreteraren patron för församlingen. Den nuvarande kyrkobyggnaden ritades av arkitekten Carl Andersson och uppfördes 1865. Byggnationen finansierades av svenskar boende i S:t Petersburg. Församlingen har aldrig tillhört Svenska kyrkan fastän dess tro och gudstjänstordning är identiska med Svenska kyrkans. Gustaf Mannerheims äktenskap välsignades i Sankta Katarina kyrka.
Efter oktoberrevolutionen 1917 blev kyrkan och dess präster förföljda och situationen blev ohållbar. Kyrkobyggnaden övertogs slutligen 1934 av en sovjetisk sportskola. Dennas hyreskontrakt sades upp av staden 2005 och kyrkobyggnaden övertogs av den återbildade församlingen som sedan början av 1990-talet hade kämpat för kyrkans återlämnande. I kyrkan firas nu högmässa varje söndag. 
Kyrkoherde har varit finlandssvensken Eero Sepponen som också var kyrkoherde i Åbo svenska församling.
Församlingen hade på 1880-talet nästan 7 000 medlemmar.